# Ukmergė
Ukmergė (avant 1918 : Vilkmergė, en polonais : Wilkomierz) est une ville de Lituanie située dans l'apskritis de Vilnius et centre administratif de la municipalité du district d'Ukmergė.
Elle est traversée par la rivière Šventoji.

## Histoire
La première mention de la cité remonte à 1333.
En 1435, se déroula la bataille de Pabaiskas, connue également sous les noms de bataille de Wilkomierz ou bataille de Swienta, entre les Chevaliers teutoniques de l'Ordre Livonien et les troupes du Grand-duché de Lituanie.
Ukmergė reçoit le statut de ville libre en 1486 et les privilèges du droit de Magdebourg sont confirmés sous Sigismond Ier de Pologne. Elle devient chef-lieu de powiet en 1566.
Elle est saccagée par l'armée suédoise en 1655 et frappée par la peste bubonique en 1711-1712.
Pendant la période de l'Empire russe, elle était chef-lieu d'ouïezd dans le gouvernement de Wilna, de 1797 jusqu'en 1842 et ensuite dans le gouvernement de Kowno, jusqu'en 1915. Son nom officiel en russe étant Wilkomir (selon la prononciation polonaise).
Elle est pillée par l'armée de Napoléon en 1812. La ville est secouée pendant plusieurs mois pendant les événements de 1831, ainsi qu'en janvier 1863.

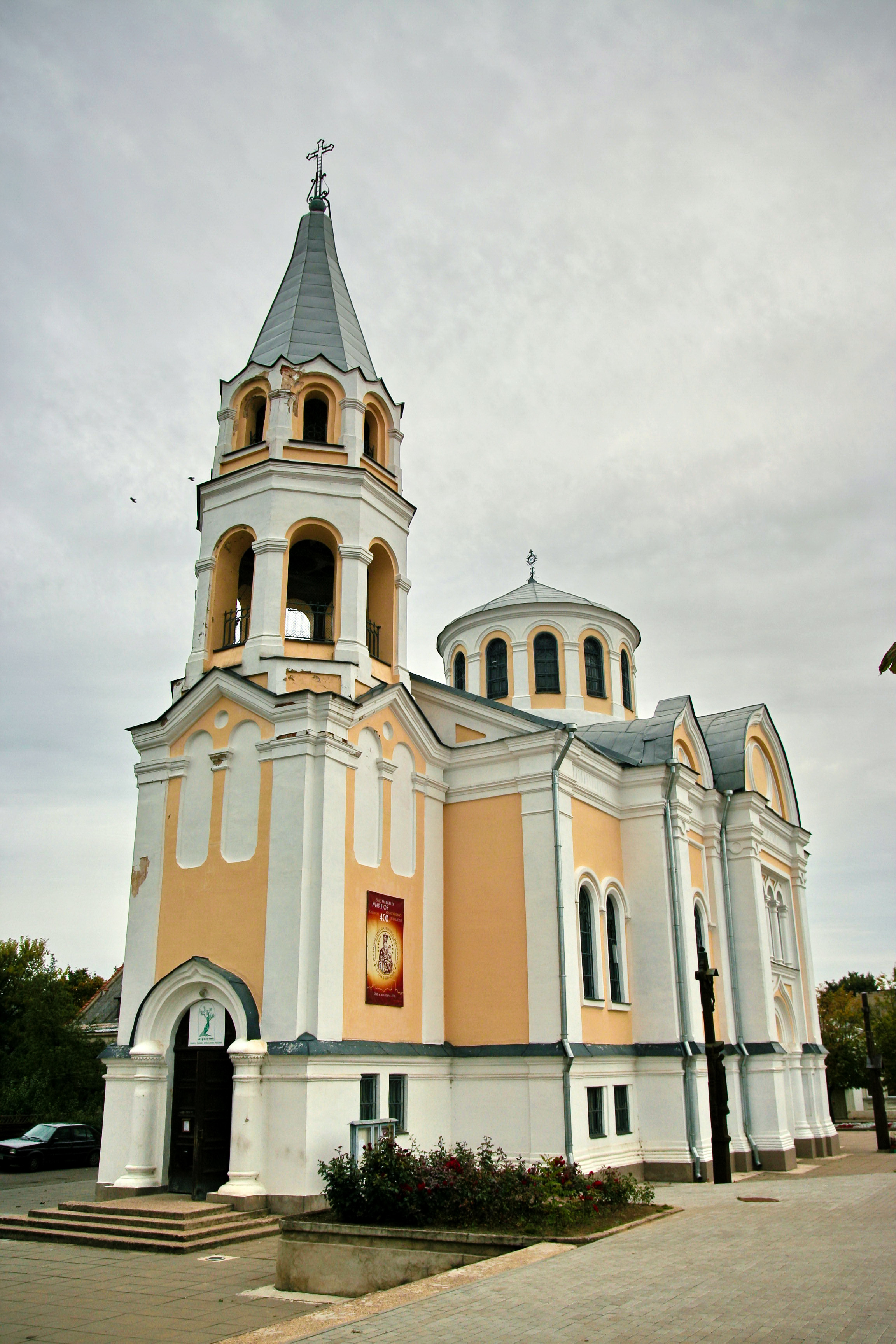
Vue de l'ancienne église orthodoxe de la Trinité (1863) devenue catholique en 1919, fermée entre 1946 et 1991

Il y a 16 559 habitants en 1889, dont 15 membres du clergé, 166 membres de la noblesse, 92 marchands et bourgeois, 1 653 militaires, et 14 633 habitants des classes inférieures. Les juifs représentent la première communauté (9 034), suivis des catholiques (4 556), des orthodoxes (2 098), des Vieux-Croyants (779), des luthériens (71) et des musulmans (21). Il y a une église orthodoxe, une église catholique (la paroisse a été fondée en 1387), et onze maisons de prière juives.
La région est occupée par l'armée allemande en 1915 qui soutient l'indépendance de la Lituanie, indépendance qu'elle obtient en 1918. La ville est alors renommée Ukmergé. Quelques semaines plus tard les troupes bolchéviques investissent la région, comme le reste du pays, lorsque les troupes de l'armée allemande quittent le pays. Des volontaires lituaniens et des volontaires allemands, restés sur place ou recrutés en Saxe, s'opposent aux forces bolchéviques, aidées de communistes lituaniens qui s'emparaient des régions orientales, ainsi que dans d'autres provinces baltes. Ukmergé est prise le 9 janvier 1919. Finalement cinq cents Bolchéviques sont faits prisonniers et la zone est libérée au printemps 1919 (la ville le 3 mai 1919), tandis que le front se porte sur la rivière Dvina. Les bolchéviques finissent par reconnaître l'indépendance de la Lituanie un an plus tard, mais entretemps, ce sont les Polonais qui investissent en avril la Lituanie pour chasser à l'est les bolchéviques et garder Wilno (l'actuelle Vilnius) et cela aboutit à la guerre polono-lituanienne.

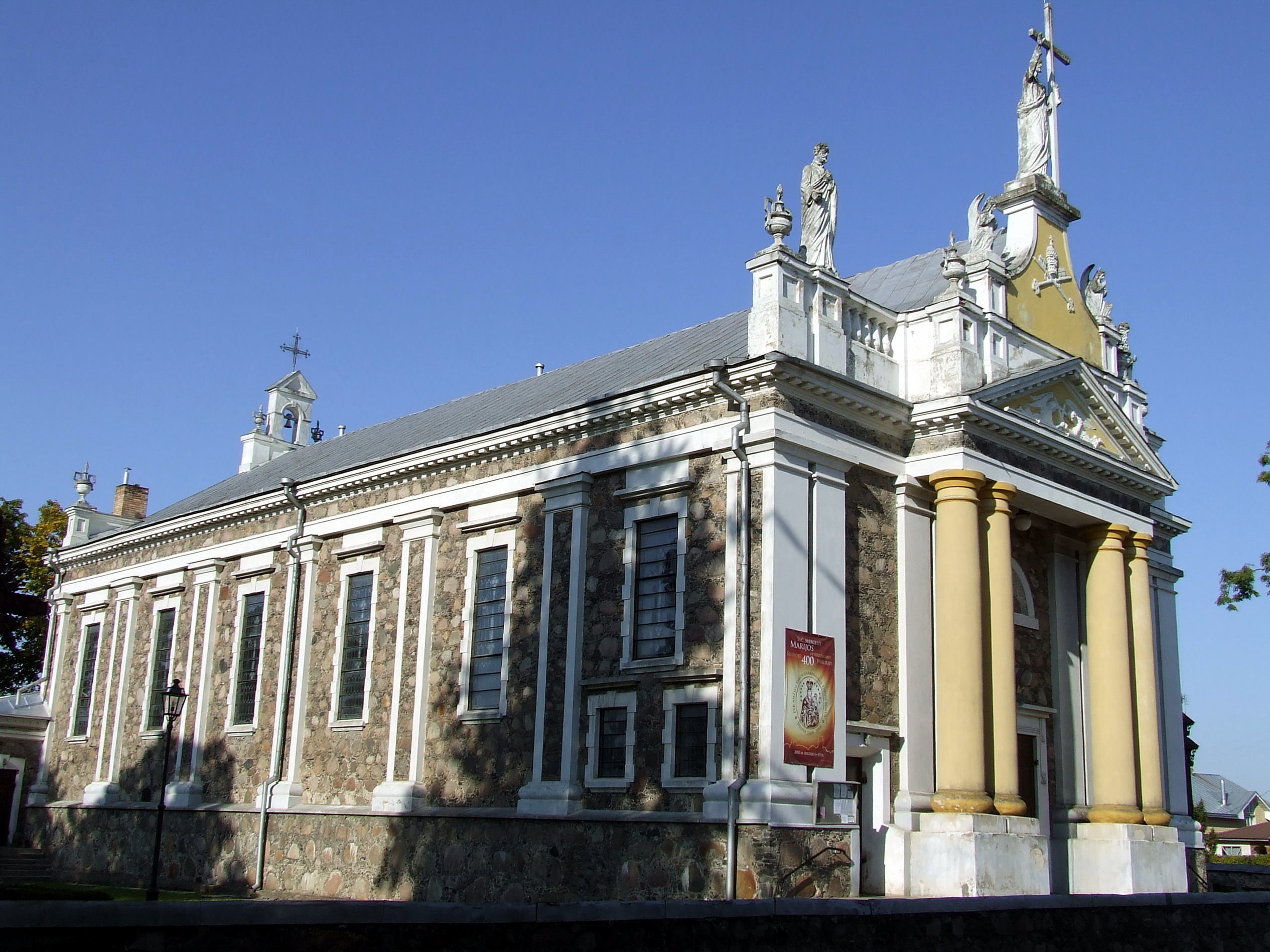
Vue de l'église catholique Saint-Pierre-et-Saint-Paul, dont les fondations remontent au XIVe siècle

C'est en 1930 qu'est érigé le monument Lituania restituta  dans le centre-ville, pour célébrer le dixième anniversaire de l'indépendance du pays.
Les Soviétiques envahissent la ville en 1940, les Allemands les en chassent en juin 1941, au cours de l'opération Barbarossa. En prenant la fuite, les Soviétiques tuent huit prisonniers. La Wehrmacht occupe la ville à partir du 22 juin 1941 et les nazis arrêtent immédiatement les juifs, population majoritaire de la ville. Dix mille seront exécutés, ou déportés puis tués entre 1941 et 1944, soit la quasi-totalité de la communauté juive d'Ukmergé. Lorsque l'Armée rouge reprend la ville, aidée de partisans lituaniens, celle-ci est fortement endommagée. Immédiatement des représailles ont lieu contre ceux qui sont le plus souvent à tort accusés d'avoir collaboré avec l'occupant allemand, et comme dans toutes les républiques d'URSS, la répression stalinienne s'abat sur la région, entraînant des déportations en Sibérie.
Deux bases de missiles nucléaires sont construites à l'époque de Nikita Khrouchtchev en 1964 dans les bois des environs. Démantelées, elles sont aujourd'hui en ruines et abandonnées.

## Personnalités
- Antanas Smetona (1874-1944) né dans le village voisin d'Uzulenis dépendant de la municipalité d'Ukmergé.
- Bruno Abdank-Abakanowicz (1852-1900), né à Ukmergė, mathématicien, inventeur et ingénieur électrique polonais.